# 呂皇后 (西漢後少帝)
吕皇后，吕后侄子吕禄的女儿，西汉后少帝的皇后。

## 生平
公元前180年，吕后逝世，以吕产为相国，立吕氏为皇后。不久，朝臣诛杀诸吕，少帝刘弘亦遇弑，吕皇后很可能也罹难。

## 相关史料
- 《史记 卷九 吕太后本纪第九》

辛巳，高后崩，遗诏赐诸侯王各千金，将相列侯郎吏皆以秩赐金。大赦天下。以吕王产为相国，以吕禄女为帝后。

| 前任： 張皇后 | 漢朝皇后 ? - 前180年 | 繼任： 竇皇后 |